# Lewisville (Indiana)
Lewisville es un pueblo ubicado en el condado de Henry en el estado estadounidense de Indiana. En el Censo de 2010 tenía una población de 366 habitantes y una densidad poblacional de 558,55 personas por km².

## Geografía
Lewisville se encuentra ubicado en las coordenadas 39°48′24″N 85°21′10″O / 39.80667, -85.35278. Según la Oficina del Censo de los Estados Unidos, Lewisville tiene una superficie total de 0.66 km², de la cual 0.66 km² corresponden a tierra firme y (0%) 0 km² es agua.

## Demografía
Según el censo de 2010, había 366 personas residiendo en Lewisville. La densidad de población era de 558,55 hab./km². De los 366 habitantes, Lewisville estaba compuesto por el 99.45% blancos, el 0% eran afroamericanos, el 0% eran amerindios, el 0% eran asiáticos, el 0% eran isleños del Pacífico, el 0% eran de otras razas y el 0.55% pertenecían a dos o más razas. Del total de la población el 1.37% eran hispanos o latinos de cualquier raza.